# Enric VII d'Alemanya
Enric VII d'Alemanya (Sicília, 1211-Martirano, Calàbria), 10 de febrer de 1242) va ser el primer fill de l'emperador Frederic II del Sacre Imperi i la seva primera esposa, Constança d'Aragó. Va ostentar els títols de Rei d'Alemanya, Rei dels Romans, rei de Sicília, duc de Suàbia i rector de Borgonya, a part de postular-se com a candidat a emperador contra el seu pare.

## Biografia
Va néixer el 1211 a Sicília. Just un any després, quan Frederic perseguia la corona germànica, va fer que el papa Innocenci III coronés l'infant rei de Sicília, ja que un acord entre Frederic i el Papa establia que els regnes d'Alemanya i Sicília no havien d'unir-se sota un únic governant.
Tot i això, després de la mort del Papa el 1216, Frederic va convocar el seu fill a Alemanya i li va conferir el ducat de Suàbia. Amb l'extinció de la línia Zähringen el 1219 Enric també rebia el títol de Rector de Borgonya. I el 1220, l'emperador Frederic va convocar una dieta a Frankfurt en la que va convèncer els prínceps germànics d'escollir rei el seu fill. Frederic estava concentrat en les pretensions imperials a Itàlia i va deixar Enric, que no utilitzava el títol de rei de Sicília des de 1217, al càrrec del territori alemany.
El jove Enric va ser deixat sota el tutelatge de l'Arquebisbe Engelbert I de Colònia, que el va coronar a Aquisgrà el 8 de març de 1222. Després de la mort d'Engelbert el 1225 el tutelatge passà al duc Lluís I de Baviera, però el 1228 les sospites de què Lluís conspirava amb el papa contra el seu pare van fer que Enric forcés la seva dimissió i prengués el poder per ell mateix. Els nobles, descontents amb les seves polítiques favorables a la ciutat, van obligar-lo a firmar un estatut afavorint-los a ells, i les seves queixes van fer que Frederic II s'enfrontés amb el seu fill: l'emperador depenia del suport dels prínceps germànics per les seves campanyes italianes.
El 1232 Enric va reforçar els llaços entre els Hohenstaufen i la casa reial francesa dels Capets, i l'any següent va reduir Otó II del Palatinat, fill de Lluís de Baviera. Tanmateix, el 1233 va tornar a fer enfadar el seu pare quan va intervenir contra l'inquisidor Conrad de Marburg en un moment en què Frederic estava intentant guanyar-se el suport del papa Gregori IX contra els llombards.

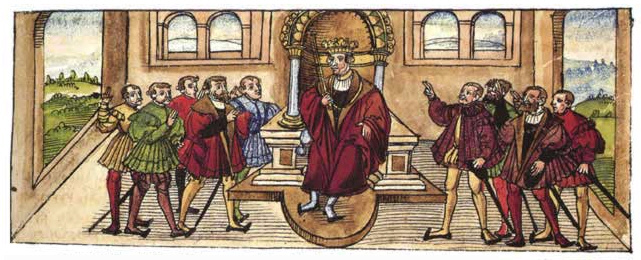
Enric VII (ex chronica episcoporum Laurentii Fries, mitjans del s. XVI)

L'emperador va respondre amb contundència i va proscriure el seu fill el 5 de juliol de 1234. Enric es va revoltar i es va unir a la Lliga Llombarda el desembre. Però el 2 de juliol de 1235 es va veure obligat a rendir-se, havent-lo abandonat la majoria dels seus seguidors. Frederic II va fer jutjar Enric, destronant-lo i sentenciant-lo a presó. El seu germà petit Conrad va succeir-lo en el títol de Duc de Suàbia i també fou escollit rei.
Enric va ser presoner a diferents indrets de la Pulla. L'anàlisi del seu esquelet ha demostrat que va patir un estat avançat de lepra en els seus darrers anys. Va morir el 12 de febrer de 1242 a Martirano després d'una caiguda, possiblement en un intent de suïcidi. El seu pare el va fer enterrar amb honors reials a la catedral de Cosenza, en un antic sarcòfag romà.